# الدوري السوفيتي الممتاز لكرة السلة
الدوري السوفيتي الممتاز لكرة السلة كان دوري كرة سلة احترافي في الاتحاد السوفيتي تأسس في سنة 1923. توقف في سنة 1992. يعتبر نادي سسكا موسكو لكرة السلة هو الأكثر فوزا به وذلك برصيد 24 بطولة.